# Publili Sirus

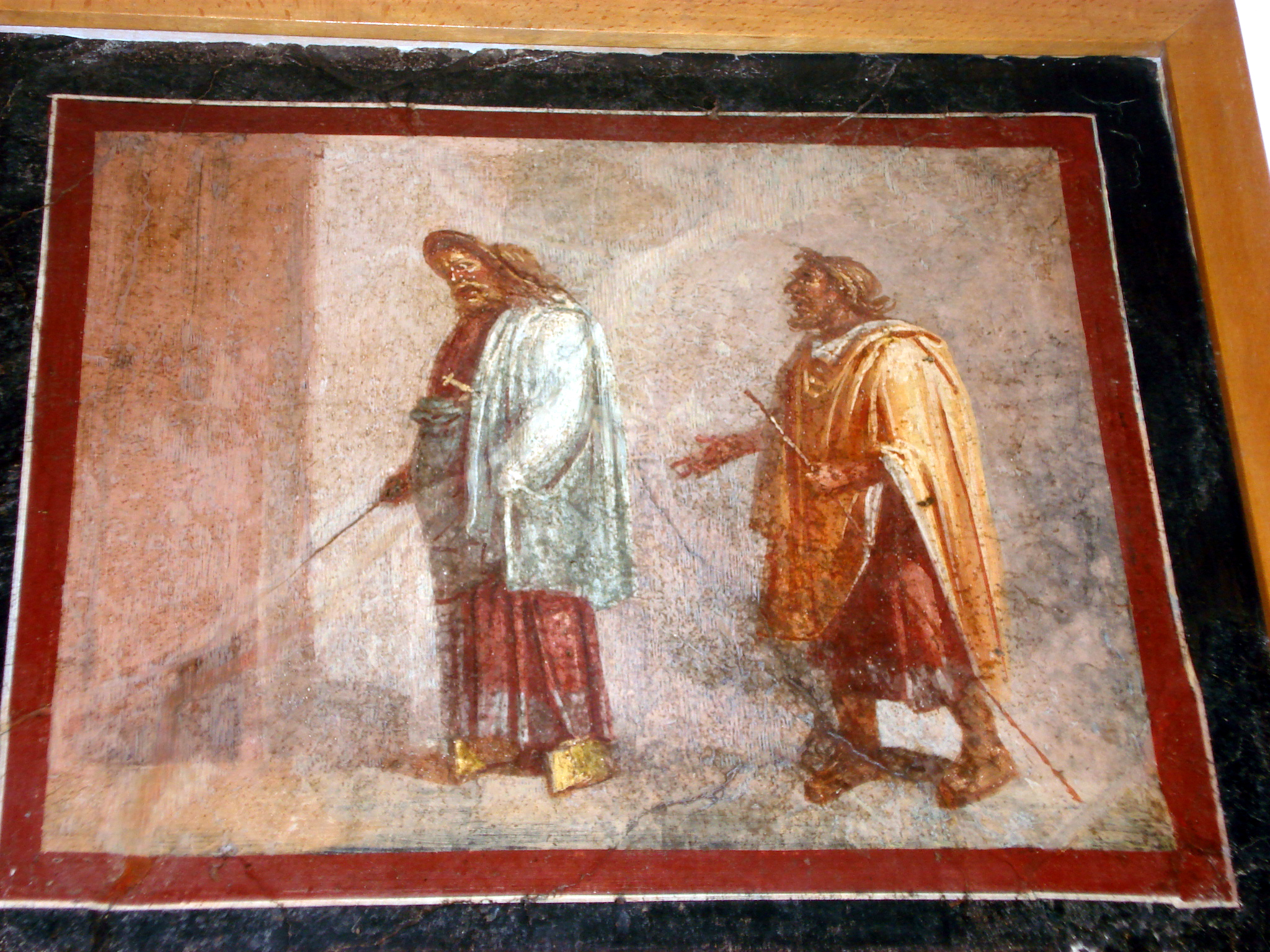
Fresc romà on apareixen actors duent màscares.

Publili Sirus (en llatí: Publilius Syrus; Antioquia, ca. 93 aC - ?) va ser un actor de mim i compilador d'aforismes de l'antiga Roma que va viure al segle i aC. És conegut sobretot pel seu enfrontament contra Dècim Laberi en una competició de mim davant del mateix Juli Cèsar.

## Biografia
Sabem, gràcies a un passatge de Plini el Vell, que era procedent d'Antioquia, d'on arribà en una nau amb un cosí seu, Manili, i el futur professor i gramàtic Estaberi Eros, tots tres com a esclaus. Macrobi ens diu que era un nen quan va ser presentat al seu patró, un cert Publili, que més tard li concediria la manumissió, deguda la seva gràcia, la seva intel·ligència i la seva preparació: d'aquesta notícia s'ha volgut deduir el seu naixement entorn del 93 aC.
Va compondre mims i va recórrer com a actor d'aquest gènere diverses poblacions d'Itàlia, amb gran èxit, fins que arribà a Roma pels jocs organitzats per Juli Cèsar l'any 46 aC, on va reptar tots els altres autors i actors de mim a una actuació improvisada, fins i tot el famós Dècim Laberi, al qual vencé.
Després d'aquest esdeveniment, sens dubte molt important en l'activitat teatral de Publili, sabem per la resposta de Ciceró a una carta a Àtic que va seguir representant mims a Roma en la primavera del 44 aC. Mesos després morí Dècim Laberi, segons informa Jeroni d'Estridó, i resulta molt curiós que la notícia que ens ofereix immediatament en la seva breu crònica sigui que Publili té gran succés en els escenaris romans. A partir d'aquí no en sabem res més.

## Obra
Les restes dels mims de Publili Sirus són escasses: es redueixen a només dos títols, el primer d'ells a més totalment conjectural: Murmurco (El rondinaire) i Putatores (Els podadors); pràcticament res podem deduir a partir d'ells i dels 4 versos que en resten, i encara dos molt incomplets.
Dels seus mims, a més, se'n va fer un recull anomenat Sententiae, que s'ha conservat fins als nostres dies. Molt apreciat per autors com Sèneca o Quintilià. De la seva obra criden l'atenció les seves opinions morals, expressades en versos sentenciosos de ric contingut, encara que pel poc que tenim conservat d'ell no podem afirmar que tota la seva obra fos així.

## Crítica de Publili en els autors llatins
Tenim recollides a través de diferents autors com era rebut el mimògraf per altres autors de l'època: 
- Ciceró no sent cap mena de simpatia per Publili i la seva obra. Un exemple el trobem en una carta a Àtic, en què explica que una representació de Publili ha tingut èxit a l'urbs.[4] Ho revela, però, amb gran parquedat, fet que evidencia la poca estima que té el filòsof vers el mimògraf.
- L'obra del mimògraf resulta molt del grat de Sèneca,[5] que admira en repetides ocasions el seu alt valor moralitzant. Cal destacar que al filòsof no li agrada el gènere del mim, que considera popular, ínfim i tosc, apropiat per a les classes baixes, però li agraden les màximes recollides en les Sententiae.
- Aulus Gel·li[6] ens diu que Publili Sirus era considerat gairebé igual que Laberi, i que Juli Cèsar, ofès pels atacs de Dècim Laberi, deia que preferia els mims de Publili.